# Divadlo Alameda
Divadlo Alameda je divadlo ve městě Málaga, ve Španělsku. Sídlí v Eixample Heredia, v centru města. Je to jediný soukromý scénický podnik velkého formátu v Andalusii Má kapacitu 579 lidí, plus dva sály pro filmové projekce.
Bylo otevřeno dne 22. prosince 1961 slavnostní operou. Od té doby jeho program zahrnuje všechny druhy žánrů: komedie, drama, balet, operetu, jazz atd. Také se zde pořádají různé akce jako je Festival de Teatro, Festival de Málaga de Cine Español a Carnaval de Málaga. Divadelní sezóna probíhá od září do června.
Program divadla zahrnuje 40 různých představení ročně,